# Retrato de un campesino

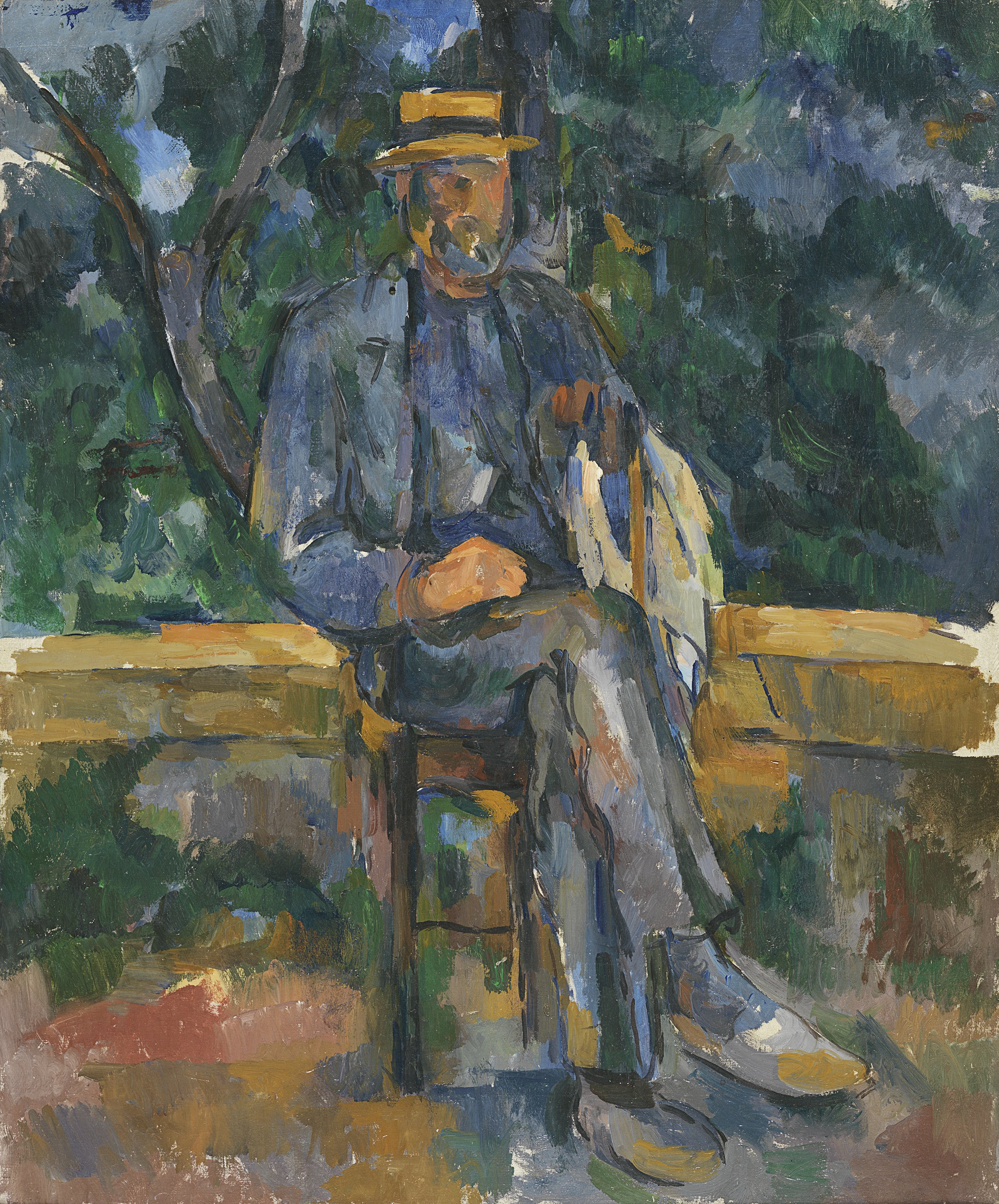
Paul Cézanne, Retrato de un campesino, 1905 - 1906. Óleo sobre lienzo, 64,8 x 54,6 cm. Museo Nacional Thyssen-Bornemisza

Retrato de un campesino (Portrait de paysan) u Hombre sentado (Homme assis) es un óleo sobre lienzo realizado por el pintor postimpresionista francés Paul Cézanne. La obra, realizada en 1905 - 1906, es una obra maestra del período final del artista. Desde 1993 forma parte de la colección del Museo Nacional Thyssen-Bornemisza.

## La obra
Retrato de un campesino presenta a un hombre sentado sobre una silla o banqueta, que posa en actitud tranquila con las piernas cruzadas. Su mano derecha reposa sobre el regazo y la izquierda está apoyada en un bastón. Sobre el brazo izquierdo se aprecia un pañuelo o tela blanca. El personaje se ubica en el centro de la composición delante de un muerete, tras el cual asoma un árbol y vegetación de un jardín.
El modelo desconocido se ha identificado habitualmente con un campesino, debido al color azul de los ropajes, característicos de los trabajadores del campo provenzales de la época, que el artista retrató en diversas ocasiones. El sombrero, o canotier, distingue a este personaje de otros retratos masculinos realizados en los años finales de su vida, como es el caso de los retratos del jardinero Vallier, que también posará en la terraza del estudio del artista en el Chemin de les Lauves.
La superficie pictórica se compone a base de pinceladas geométricas que descomponen la imagen en una serie continua de pequeños planos de color, de manera que el personaje, que adquiere proporciones monumentales, se integra al mismo tiempo en la vegetación desdibujada del entorno.
Lo más llamativo en la obra del Museo Thyssen es el rostro intencionalmente inacabado, a pesar de que la obra esté en un avanzado estado de ejecución, lo que hace imposible reconocer al modelo. El interés del artista se centra en la composición de la obra y no en la individualidad del retratado que ha dejado de ser importante. El retrato pretende captar una figura humana en paz con la naturaleza, y presenta una fusión entre ambas al diluirse los planos en la composición.
Se ha vinculado Retrato de un campesino con la serie de retratos del jardinero Vallier, realizados en 1904, que Lionello Venturi caracterizaría como: "verdaderos diálogos con la muerte de acento profundamente trágico": "Cézanne observa al viejo jardinero con tal carga de dolorosa compasión que es él mismo en definitiva quien se está mostrando a través de ella, realizando por así decirlo una especie de autorretrato". Guillermo Solana ha vinculado estos retratos con la obra de la colección del Museo Thyssen, ya que aunque en esta última impera la serenidad, la ausencia de rostro podría denotar la proyección del pintor en el personaje representado ante la cercana perspectiva de la muerte.
El primer propietario del cuadro fue el marchante Ambroise Vollard, que lo identificó como el último retrato en el que el artista trabajó antes de morir. Posteriormente se ha considerado que el último cuadro que menciona Vollard en su libro sobre Cézanne es un retrato del jardinero Vallier que actualmente se encuentra en una colección privada.

## Los años finales de Paul Cézanne 1901 - 1906
En 1901 Cézanne adquiere un terreno en Les Lauves donde construye un estudio. Desde su terraza el autor pinta tanto el entorno cercano del jardín, como las series tardías de la emblemática montaña Sainte-Victoire. Se trata de una etapa de aislamiento en su ciudad natal (Aix-en-Provence) que coincide con su declive físico. 
Su obra es ya bien conocida, exhibida y buscada por los marchantes, aunque se mantendrá fiel a Ambroise Vollard. Es objeto de respeto por parte de una nueva generación de pintores. El joven pintor Émile Bernard le visita en 1904 durante un mes.
En sus obras de este período reflexiona sobre el paso del tiempo y la vejez. Formalmente, la superficie pictórica se vuelve más agitada y los colores más luminosos. No sigue un plan de trabajo preconcebido en el proceso de creación, lo que le lleva a dejar algunas de las partes esenciales de la obra en este período inacabadas, dejando  en ocasiones zonas del lienzo desnudas de forma deliberada. 
El 15 de octubre de 1906, una tormenta le sorprende mientras pinta al aire libre. El pintor fallece el 23 de octubre a la edad de 67 años. 